# Prem Tinsulanonda
Prem Tinsulanonda (tai: เปรม ติณสูลานนท์)  (Mueang Songkhla, 26 d'agost de 1920 - hospital Phramongkutklao, 26 de maig de 2019) va ser un militar tailandès retirat que va ser Primer Ministre del seu país de 1980 a 1988 i posteriorment conseller del rei Bhumibol Adulyadej.
Nascut en la província de Songkhla, va cursar els seus estudis allí i més tard en Bangkok. En 1941 va ingressar en la Reial Acadèmia Militar de Tailàndia i més tard en l'Escola de Defensa Nacional. En 1959 va participar en la comissió encarregada del nou text constitucional. Entre 1968 i 1971 va ser Senador, de 1972 a 1973 diputat en el Parlament i en 1976 va ser nomenat membre del Consell Assessor del Primer Ministre Tanin Kraivixien. Amb Kriangsak Chomanan va ser nomenat Ministre de l'Interior (197-1978) i Ministre de Defensa (1979-1980). Després de la sortida de Chomanan va ser triat Primer Ministre i va conservar la cartera de defensa fins a 1986. En 1988 va dimitir i va ser designat pel Rei com a President del seu Consell Privat.
Com a president del Consell Privat, va exercir com a regent de Tailàndia des de la mort del rei Bhumibol Adulyadej el 13 d'octubre de 2016 fins a l'1 de desembre de 2016, quan Vajiralongkorn va ser proclamat rei. Als 98 anys, Prem va ser el primer ministre tailandès més longeu. També és el regent de més edat de qualsevol país, superant el rècord del príncep Leopold de Baviera.
Durant la crisi política del començament dels anys 2000, va ser acusat pel primer ministre deposat, Thaksin Shinawatra, de ser un dels líders del còp d'estat de 2006.